# Herbert Gruhl
Pour les articles homonymes, voir Gruhl.
Herbert Gruhl, né le 22 octobre 1921 à Gnaschwitz en Saxe et décédé le 26 juin 1993 à Ratisbonne, est un homme politique allemand, écologiste et écrivain. En tant qu'auteur, il s'est surtout fait connaître par son livre de 1975, Ein Planet wird geplündert - Die Schreckensbilanz unserer Politik.

## Biographie
Gruhl a été élu au Bundestag en 1969 sur les listes de l'Union chrétienne-démocrate d'Allemagne (CDU), où il est resté jusqu'en 1980. De 1975 à 1977, Gruhl est président fédéral du Bund für Umwelt- und Naturschutz Deutschland, créé peu auparavant. En raison de divergences irréconciliables sur la politique environnementale, il démissionne de la CDU le 12 juillet 1978 et fonde le lendemain le parti Grüne Aktion Zukunft (GAZ), qui participe à la fondation des Verts allemands au début de l'année 1980. La GAZ se sépare des Verts au début de l'année 1982 et donne naissance au Parti écologiste-démocrate (ÖDP), un parti écologiste et conservateur. Gruhl en est le premier président fédéral. À la fin des années 1980, il est de plus en plus éloigné de la base du parti et il démissionne de la présidence du parti en 1989. En 1990, il quitte l'ÖDP et rejoint l'organisation conservatrice de droite Unabhängige Ökologen Deutschlands (UÖD). Il devient actif en tant qu'écrivain et auteur, également pour des journaux alternatifs de gauche tels que la Tageszeitung. 